# Kuststrandkrypare
Kuststrandkrypare (Aegialia arenaria) är en skalbaggsart som beskrevs av Fabricius 1787. Enligt Catalogue of Life ingår kuststrandkrypare i släktet Aegialia och familjen Aegialiidae, men enligt Dyntaxa är tillhörigheten istället släktet Aegialia och familjen bladhorningar. Enligt den finländska rödlistan är arten sårbar i Finland. Arten är reproducerande i Sverige. Artens livsmiljö är sandstränder vid Östersjön. Inga underarter finns listade i Catalogue of Life.

## Bildgalleri

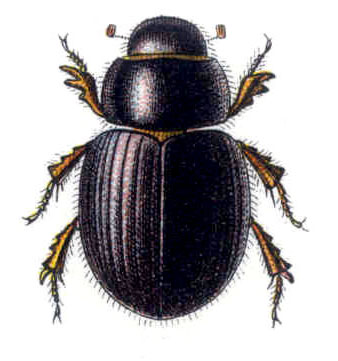
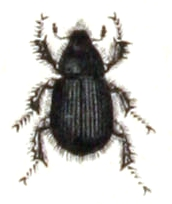